# Грб Јужне Осетије
Грб Јужне Осетије је званични хералдички симбол непризнате државе Републике Јужне Осетије. 
Грб је заснован на грбу Северне Осетије. Тренутно су у оптицају два грба, грб Јужне Осетије са натписом „Република Јужна Осетија“ на осетинском (Республикæ Хуссар Ирыстон) и руском (Республика Южная Осетия) језику, као и сличан грб владе у изгнанству с натписом на грузинском.
На грбу се налази персијски леопард, а у позадини је седам планинских врхова, који симболизују осетијски крајолик. 